# Trithemis kirbyi
Trithemis kirbyi é uma espécie de libelinha da família Libellulidae.
Pode ser encontrada nos seguintes países: Argélia, Angola, Benin, Botswana, Burkina Faso, Chade, Comores, República Democrática do Congo, Costa do Marfim, Egipto, Etiópia, Gâmbia, Gana, Guiné, Quénia, Libéria, Madagáscar, Malawi, Marrocos, Moçambique, Namíbia, Nigéria, Senegal, Somália, África do Sul, Sudão, Tanzânia, Togo, Uganda, Saara Ocidental, Zâmbia, Zimbabwe e possivelmente em Burundi.
Os seus habitats naturais são: florestas subtropicais ou tropicais húmidas de baixa altitude, savanas áridas, savanas húmidas, matagal árido tropical ou subtropical, matagal húmido tropical ou subtropical, rios e sistemas cársticos interiores.